# Happy Land
Happy Land is een film uit 1943 onder regie van Irving Pichel. De film is gebaseerd op het gelijknamige verhaal van MacKinlay Kantor.

## Verhaal
De film speelt zich af tijdens de Tweede Wereldoorlog. De vorige generaties van Lew Marsh bestonden allemaal uit apothekers. Hij is gelukkig getrouwd met Agnes, totdat hij op een dag bericht krijgt dat hun jonge zoon Russell 'Rusty' is omgekomen bij een veldslag. Hoewel de plaatselijke priester Wood hen probeert te troosten, kunnen ze het verdriet nauwelijks verwerken.
Om hem te helpen de dood van zijn zoon te verwerken, wordt Lew bezocht door de geest van zijn grootvader. Hij brengt hem terug naar een tijd waar hij nog gelukkig was. Ze gaan 25 jaar terug in de tijd, op het moment dat de Eerste Wereldoorlog onlangs tot een einde is gekomen. Lew is op dat moment jaloers op zijn vriendin, die in zijn afwezigheid getrouwd is met een andere man. Niet veel later ontmoet hij Agnes. Ze worden verliefd op elkaar, trouwen en krijgen een zoon. Vlak na zijn geboorte, komt Lews grootvader om het leven.
Rusty groeit op als zorgzame en speelse jongen die is gehecht aan zijn hond. Als hij 12 jaar oud is, wordt hij een padvinder. Op zijn achttiende, is hij een gelukkige en hardwerkende jongeman. Hij wordt verliefd op Gretchen Barry, maar zij geeft de voorkeur aan een oudere man. Hij krijgt later een relatie met zijn jeugdvriendin Lenore Prentiss en behaalt de apothekerscertificaat. Wanneer de oorlog uitbreekt, gaat hij het leger in. Voordat hij vertrekt naar Europa, neemt hij een emotioneel afscheid van Lenore en zijn ouders.
Lews grootvader brengt hem dan weer terug naar het heden, waar Lew inziet dat Rusty een goed en vol leven heeft geleden. Hij vraagt zich echter nog wel af hoe zijn zoon aan zijn einde is gekomen. Die avond krijgt hij een bezoek van matroos Anton Cavrek, die hem informeert hoe Lew is gestorven.

## Rolbezetting
| Acteur         | Personage                       |
| -------------- | ------------------------------- |
| Don Ameche     | Lew Marsh                       |
| Frances Dee    | Agnes Marsh                     |
| Harry Carey    | Lews grootvader                 |
| Ann Rutherford | Lenore Prentiss                 |
| Cara Williams  | Gretchen Barry                  |
| Richard Crane  | Volwassen Russell 'Rusty' Marsh |
| James West     | Rusty Marsh (12-16 jaar)        |
| Larry Olsen    | Rusty Marsh (5 jaar)            |
| Harry Morgan   | Anton 'Tony' Cavrek             |
| Minor Watson   | Rechter Colvin                  |
| Darla Hood     | Lenore Prentiss (12 jaar)       |
| Matt Moore     | Meneer Prentiss                 |
| Aileen Pringle | Mevrouw Prentiss                |

## Achtergrond
Het script werd in eerste instantie geschreven, met het idee in achterhoofd dat acteur Thomas Mitchell de hoofdrol zou spelen. Hij bleek niet beschikbaar te zijn, waarna Joseph Cotten en Robert Young werden overwogen de rol over te nemen. Het betekende het filmdebuut voor de 5-jarige Natalie Wood. Hoewel de film geen overweldigend succes werd, kreeg het geen negatieve reacties. The New York Times noemde het een interessante film met goede bedoelingen en een hoge sentimentele gehalte. Er werd echter negatief geschreven over Ameche, die volgens de krant geen diepgang kan geven aan zijn personage. Het tijdschrift Variety merkte op hoe sommige verhaallijnen niet helder waren uitgelegd, maar gaven alle lof aan de regisseur en producent.